# Крепость 2: Возвращение
«Крепость 2: Возвращение» (англ. Fortress 2: Re-Entry) — американский фильм режиссёра Джефа Мёрфи, являющийся продолжением киноленты «Крепость», с Кристофером Ламбертом в главной роли.

## Сюжет
После событий первой части фильма прошло 10 лет. Джон Бренник и его семья скрываются от корпорации Мен-тел, которая продолжает свою охоту за ними. От повстанцев, сражающихся против корпорации, поступает предложение присоединиться и вместе продолжить борьбу. Джон отказывается, опасаясь за будущее своей семьи. Но вскоре в результате внезапного рейда врага Бренник вместе с повстанцами оказывается опять в тюрьме, на этот раз ещё более усовершенствованной и укреплённой, чем предыдущая. Герой, однако, не сдаётся и решает дать отпор корпорации и бежать из тюрьмы, несмотря ни на какие тюремные ловушки и опасности.

## В ролях
- Кристофер Ламберт — Джон Бренник
- Эйдан Ри — Дэнни Бренник
- Дэвид Роберсон — Нестор Тюбман
- Лиз Мей Брайс — Елена Ривера
- Бет Туссэн — Карен Бренник
- Уилли Гарсон — Стэнли Нассбаум
- Пэм Гриер — Сюзан Менденхалл